# Avatar (web)
Un avatar este în general o ipotetică încarnare sau reîncarnare a cuiva. În web este vorba de o imagine digitală, animată sau statică, de dimensiuni mici (de regulă între 50x50 și 150x150 pixeli), folosită pentru personalizarea profilului unui utilizator al unei aplicații web. Imaginea poate fi predefinită pe situl respectiv, sau și încărcată de către utilizator.

## Aplicații
Una dintre cele mai comune referințe pentru avatare este aplicația Yahoo! Messenger (YMSG). YMSG permite personalizarea profilului prin adăugarea unei imagini puse la dispoziție de către sit sau încărcată pe sit de către utilizator. YMSG redimensionează imaginea la o mărime standard. YMSG nu acceptă avatare animate.
Un alt loc unde este întâlnită noțiunea de avatar este în forumuri. Scopul este același, anume de a personaliza utilizatorul.
La ora actuală majoritatea celor care oferă avatare promovează mai mult sau mai puțin siturile proprii prin metode „neortodoxe”, folosind de exemplu foarte multe cuvinte cheie în paginile sitului pentru a induce în eroare motoarele de căutare, sugerând că acolo s-ar afla foarte multă informație despre subiectul căutat. Însă de cele mai multe ori informația nu este altceva decât spam.

## Categorii
Există foarte multe situri care pun la dispoziție în mod gratuit avatare organizate pe diverse categorii (de exemplu avatare statice sau animate, hazlii, sexy, cool, avatare noi).
Avatarele animate sunt definite în profilul utilizatorului drept imagini mișcătoare în format GIF, asemănatoare unui mic videoclip. YMSG nu acceptă avatare animate; acestea pot fi folosite numai în unele forumuri sau situri care le acceptă. Dimensiunea avatarelor animate (fișierul) este mult mai mare decât cea a avatarelor normale, datorită faptului că animația reprezintă o colecție de imagini statice prezentate succesiv, cu reluare de la început repetată. Avatarele pot fi realizate personal (folosind programe de editare grafică), pot fi descărcate de pe Internet sau și încărcate pe paginile de configurare ale forumurilor și folosite, plecând de acolo, și de alți utilizatori.
Avatarele se pot organiza pe mai multe categorii și subcategorii, în funcție de ceea ce reprezintă și semnifică: animale, păsări, copii, sărbători, mărțișor, inimioare, etc.